# Cala Millor

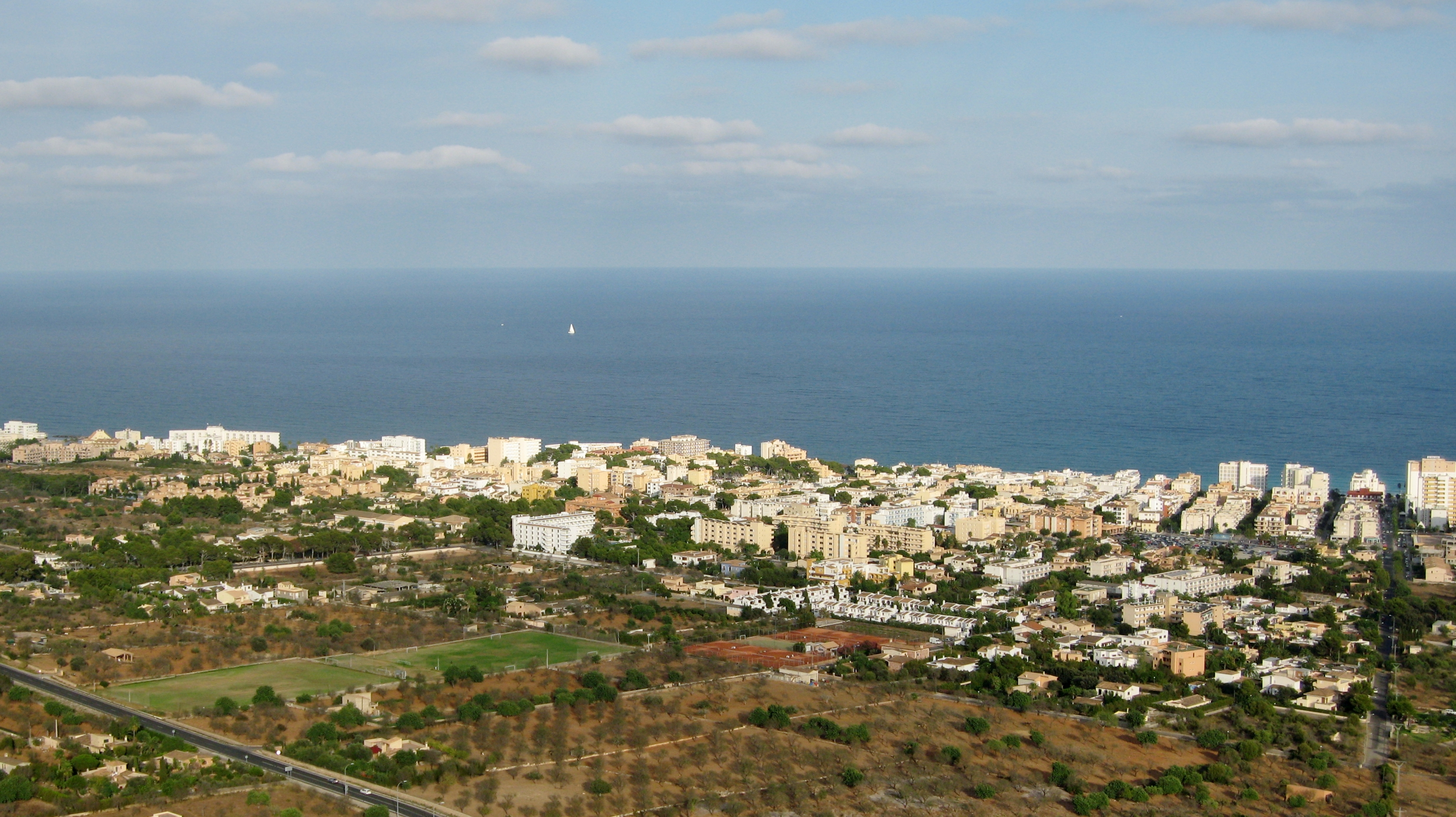
Gemeinde Son Servera

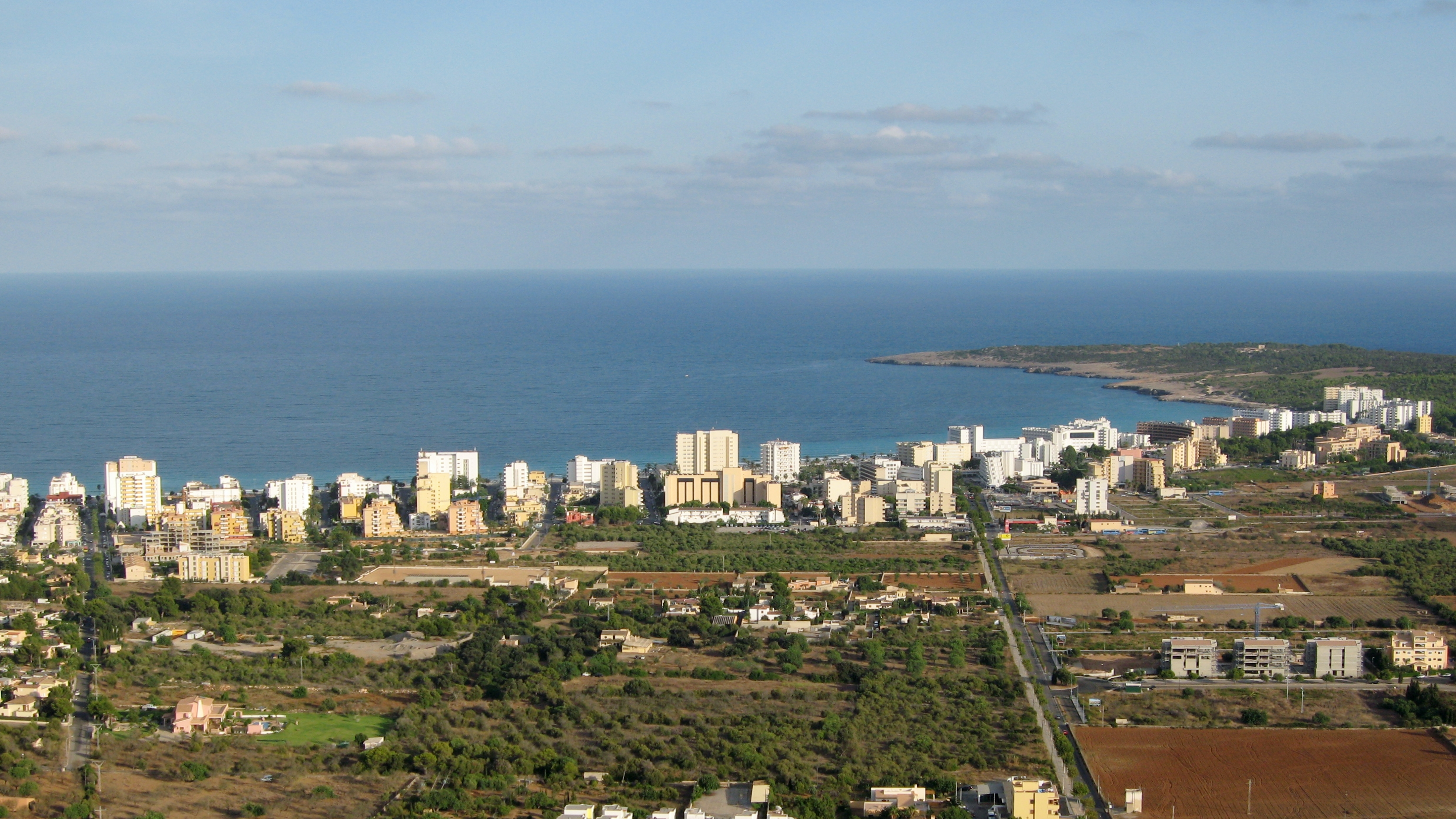
Gemeinde Sant Llorenç

Cala Millor („Beste Bucht“) ist ein vom Tourismus geprägter Ort auf der spanischen Baleareninsel Mallorca. Er liegt an der Ostküste der Insel in der Region (Comarca) Llevant an der Badia de Son Servera im nach ihm benannten Feriengebiet (Destino de Cala Millor).
Cala Millor hat 5778 Einwohner (Stand: 2016). Das nördliche Cala Millor gehört zum Gemeindegebiet von Son Servera, der südliche, in Richtung der Halbinsel Punta de n’Amer gelegene Bereich zur Gemeinde Sant Llorenç des Cardassar. Die Grenze zwischen beiden Gemeinden befindet sich an den Straßen Carrer de sa Figuera und Carrer de Sol Naixent.

## Lage

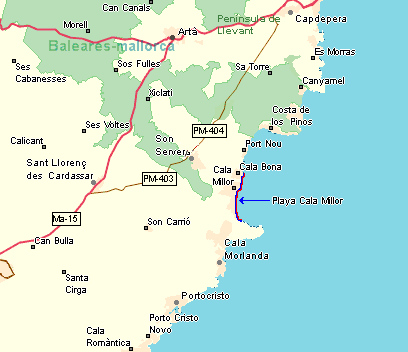
Lage an der Ostküste Mallorcas

Cala Millor liegt 64 Kilometer von Palma und 17 Kilometer von Manacor entfernt an der Bucht von Son Servera (Badia de Son Servera), einem größeren Meereseinschnitt der Ostküste Mallorcas zwischen dem Cap des Pinar im Norden und der Halbinsel Punta de n’Amer im Süden. Als Name der Bucht ist auch Badia d’Artà noch aus der Zeit gebräuchlich, als die Gemeinden Son Servera, Capdepera und Artà die Großgemeinde Artà bildeten.
Im Norden geht die Bebauung an der Straße Carrer de la Magnòlia in die des Nachbarortes Cala Bona über; dort ist der nächstgelegene Hafen. Nach Süden dehnte sich Cala Millor in den letzten Jahrzehnten bis zum Beginn der Halbinsel Punta de n’Amer an der Cala Nau aus und verschmolz mit den Ortsteilen Son Moro und Son Moro Bonavista der Gemeinde Sant Llorenç des Cardassar.
Die westliche Grenze des Ortes Cala Millor bildet die Landstraße MA-4027 von Cala Bona in Richtung Porto Cristo. Die geschlossene Bebauung des Touristenortes hat die Straße noch nicht erreicht. Zwei Kilometer westlich liegt über die Landstraße MA-4026 erreichbar die Kleinstadt Son Servera in traditionellem mallorquinischen Baustil. Von dort ist Sant Llorenç des Cardassar weitere sieben Kilometer im Inselinneren entfernt.
Das Urlaubsgebiet Cala Millor umfasst außerdem die Orte Son Servera, Sant Llorenç des Cardassar  und Son Carrie im Hinterland und die fünf benachbarten Küstenorte Sa Coma, Cala Bona, Costa dels Pins und S’Illot. Mit über 35.000 Hotelplätzen zählt sich die Destination zum drittgrößten Tourismusziel der Balearen.

## Geschichte
Die ersten Bebauungen entstanden ungefähr im Jahre 1930. 1934 erbaute Jaume Vicens Andreu die erste Hoteleinrichtung, das Hotel Eureka, womit der Grundstein zum heutigen Tourismuszentrum gelegt wurde. 1958 folgte das Hotel Sabina und danach wurden mehrere Hotels, Geschäfte und Gastronomiebetriebe eröffnet. 
1962 entwarf Joan Llinàs eine Uferpromenade in erster Linie am Strand von Cala Millor, welche auch seinen Namen trägt. 1965 wurde diese Zone durch einen städtebaulichen Generalplan weiter ausgebaut und erreichte in den 1970er Jahren damit den Nachbarort Cala Bona.
Viele deutsche und britische Bürger haben sich hier niedergelassen oder ihren Zweitwohnsitz. Cala Millor und Cala Bona zusammen verfügten im Jahr 2004 über 46 Hotels und 17 Aparthotels sowie mehrere Apartmentanlagen und Pensionen.

## Kultur und Sehenswürdigkeiten

### Kirchen

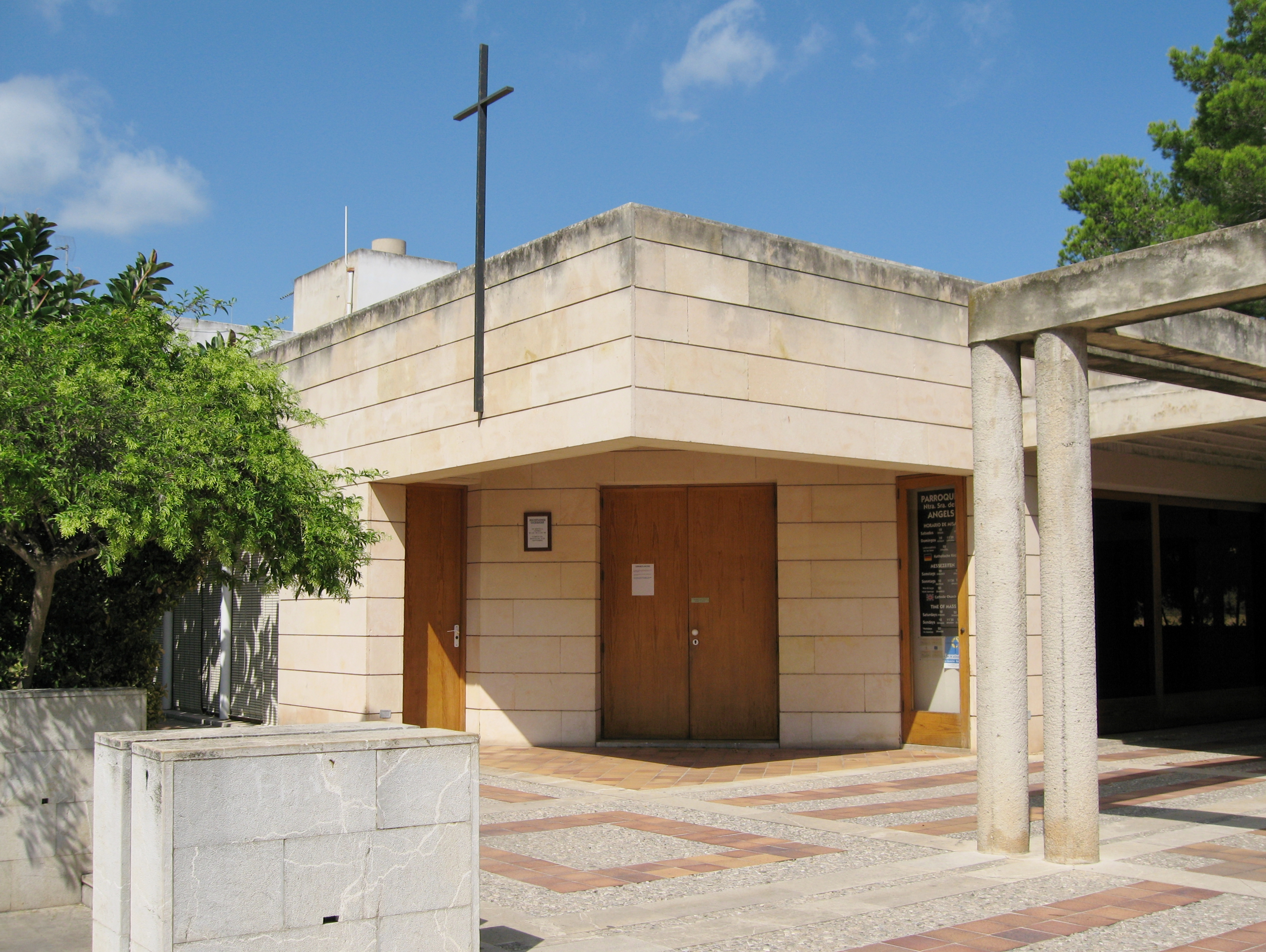
Pfarrkirche des Ortes

Parròquia de Nostra Senyora dels Àngels
Der moderne Flachbau der Pfarrkirche der Mutter Gottes der Engel, der Schutzpatronin von Cala Millor, befindet sich in an der Straße Carrer des Rafalet auf dem Gemeindegebiet von Son Servera.

### Theater und Kulturhäuser
Das 1999 eröffnete Kongress- und Kulturzentrum (Auditòrium Sa Màniga) von Cala Millor liegt auf dem Gebiet der Gemeinde Sant Llorenç des Cardassar an der Straße Carrer de Son Galta 4. Der große Veranstaltungssaal bietet Platz für 472 Zuschauer. Darüber hinaus gibt es weitere Säle sowie einen Ausstellungsraum.

### Strand

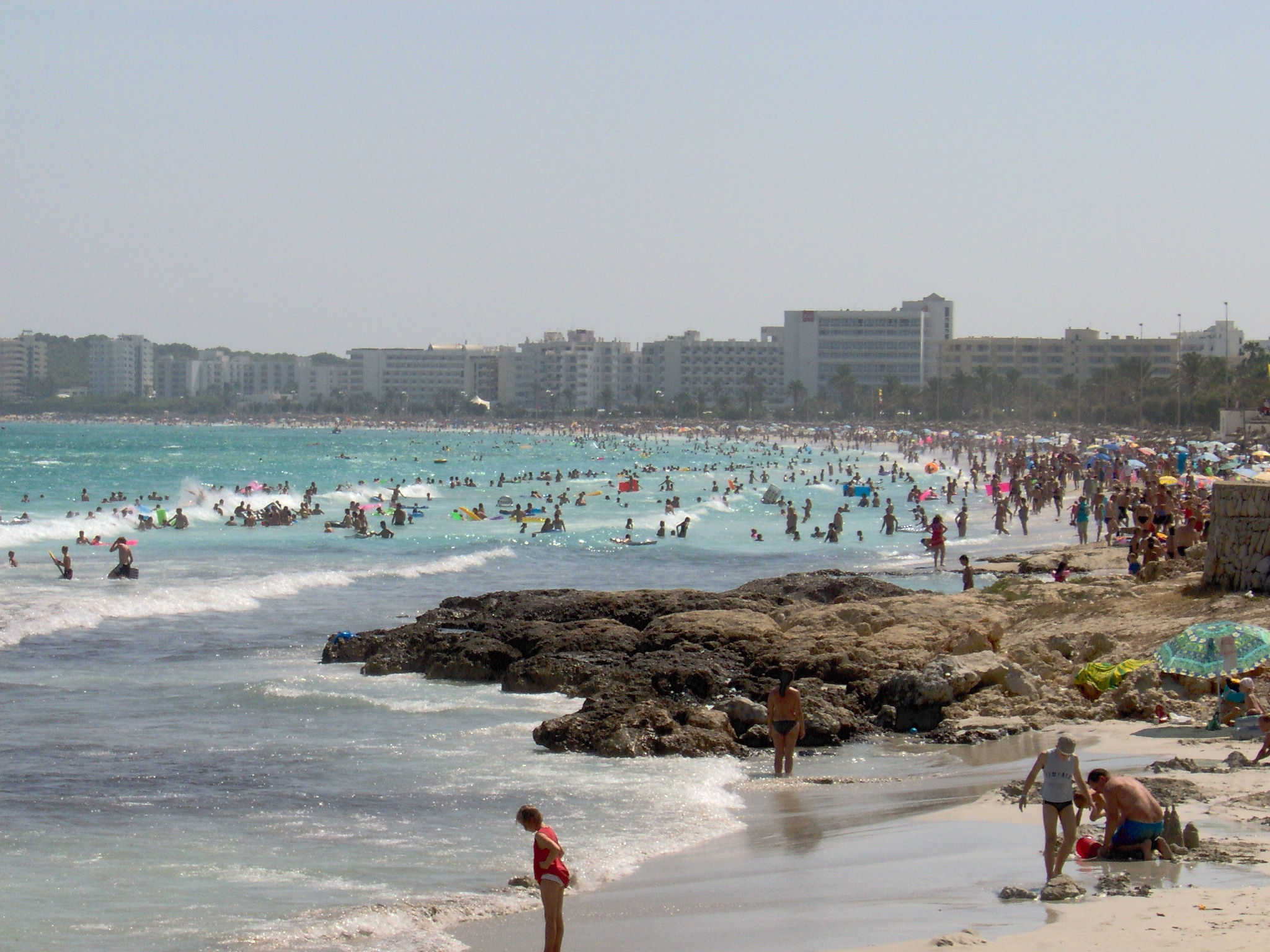
Strand von Cala Millor

Der Sandstrand von Cala Millor erstreckt sich über eine Länge von 1.800 Meter und hat eine durchschnittliche Breite von 30 bis 35 Meter. Er wird in der Saison stark besucht. Die ehemaligen Dünen hinter dem Strand wurden mit einer Promenade und dahinter befindlichen Hotels, Geschäften und Restaurants überbaut. Der Strand wird geografisch, historisch und administrativ in vier Abschnitte unterteilt:
- Cala Millor (Arenal de Son Servera)
- Cala Millor (Platja de Sant Llorenç)
- Son Moro (Platja de Sant Llorenç)
- Cala Nau

Der nördlichste Strandabschnitt wird aufgrund der Gemeindezugehörigkeit zu Son Servera als Arenal de Son Servera bezeichnet. Er ist etwa 400 Meter lang und liegt direkt an der Bucht Cala Millor. Hier befanden sich die ersten Hotels des Ortes, er ist Ausgangspunkt der Siedlungsgeschichte von Cala Millor. Der Strand wurde 2019 mit der blauen Flagge ausgezeichnet, die jährlich für nachhaltige Entwicklung und die Einhaltung strikter Kriterien an Häfen und Stränden vergeben wird. 

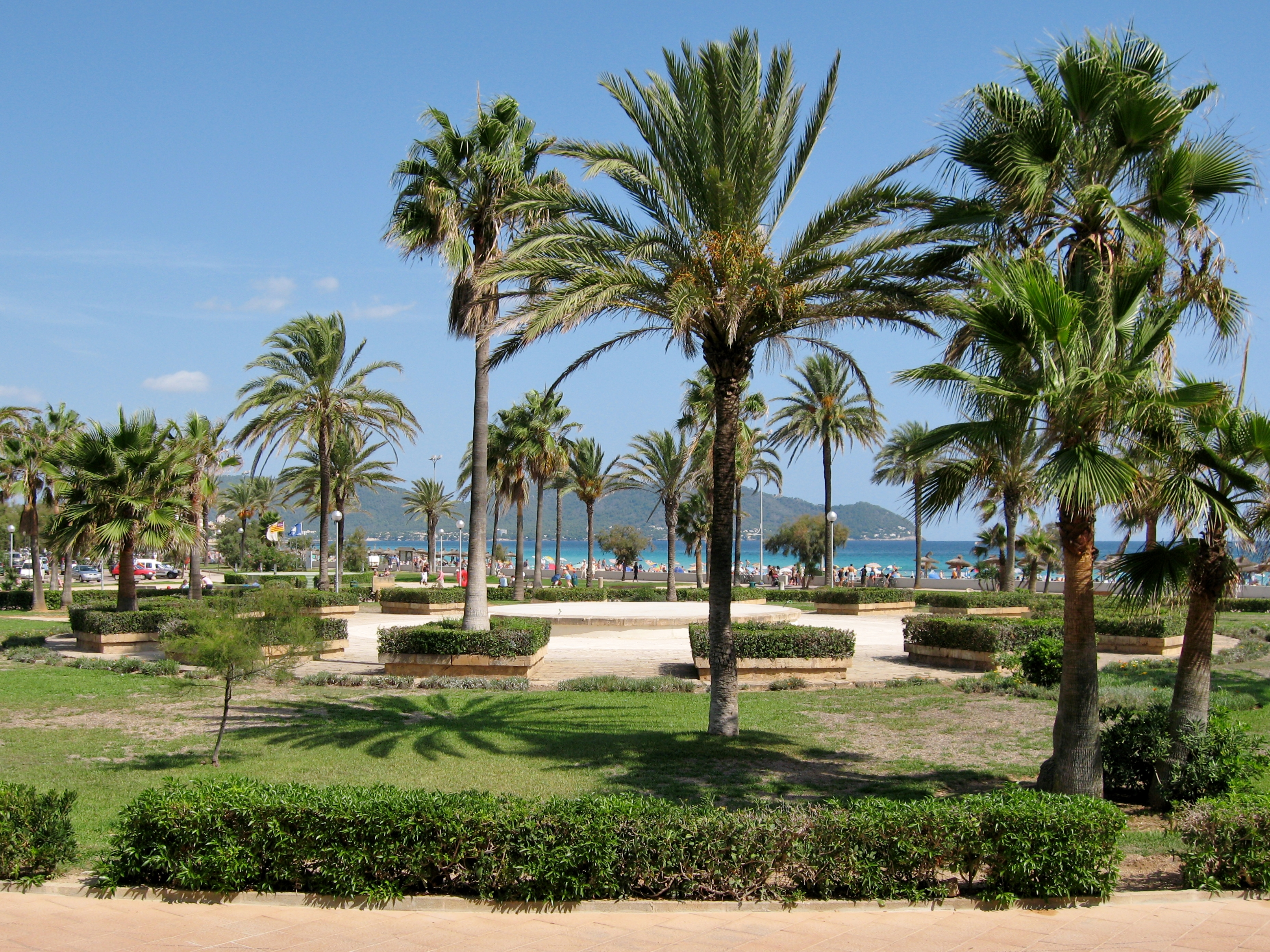
Parc de la Mar

Richtung Süden schließt sich der Platja de Sant Llorenç an. Er ist 1.200 Meter lang und erhielt seinen Namen als Strand der Gemeinde Sant Llorenç des Cardassar. Seine nochmalige Unterteilung in zwei etwa gleich lange Abschnitte ist baugeschichtlich und lagebedingt begründet. Der nördliche Teilabschnitt des Platja de Sant Llorenç liegt noch teilweise an der Bucht Cala Millor. Hinter ihm befindet sich der Ort Son Moro Bonavista, infolge der ersten südlichen Ausdehnung des Touristenortes auf das Gebiet von Sant Llorenç heute praktisch ein Ortsteil von Cala Millor.
Durch die spätere nochmalige Siedlungserweiterung Richtung Punta de n'Amer wurde auch der Ort Son Moro durch Cala Millor vereinnahmt. Son Moro liegt um das Gebiet des heutigen Parc de la Mar. Der dortige Teilabschnitt des Platja de Sant Llorenç, auch als Estanyol d'en Roig bezeichnet, ist keiner der angrenzenden Buchten Cala Millor oder Cala Nau zuzuordnen.
Die Cala Nau bildet den südlichen Abschluss des Strandes von Cala Millor. Der etwa 200 Meter lange Strand geht an seinem Ende in die Felsküste der Halbinsel Punta de n'Amer über. Die Küstenlinie schwenkt dabei von der Südausrichtung des Strandes in Richtung Osten und bildet dadurch die kleine Bucht.
Als das Sturmtief Gloria am 20. und 21. Januar 2020 mit Starkregen und gigantischen Wellen auf die Ostküste traf, war das Touristengebiet Cala Millor stark betroffen. Ein Großteil des Sandes wurde weggespült. Da die spanische Regierung zu wenig Hilfsgelder zur Sandbeschaffung zahle, rief man die Bürger zu Großdemonstrationen und zum Aufräumen auf; Ende April 2020 erklärte die Kommune jedoch, der Strand habe sich fast selbständig rückgebildet.

### Märkte

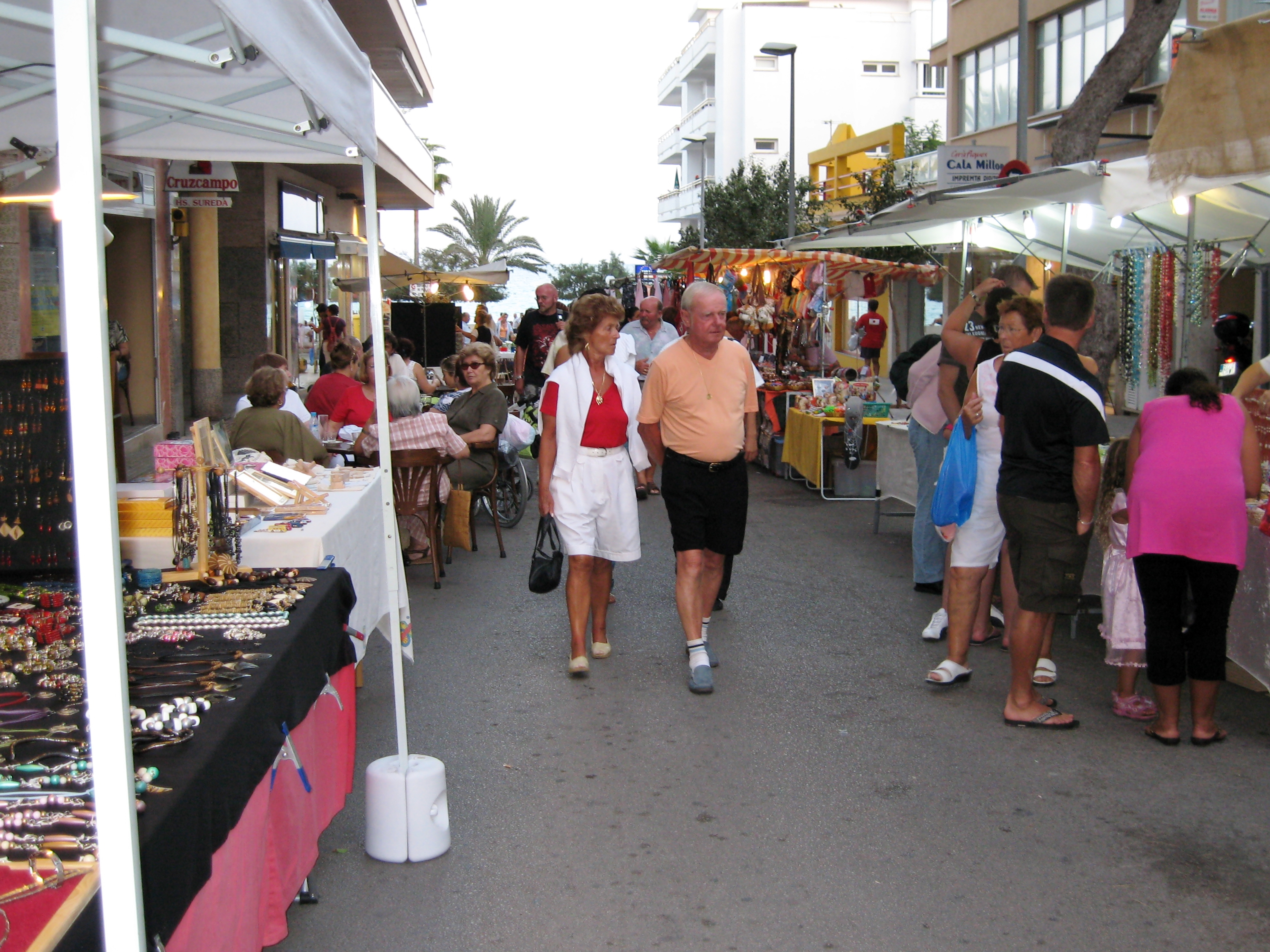
Markttag

Seit 2007 findet wöchentlich ein Markt, derzeit in der Carrer de Na Penyal, statt. Markttag ist seit 2013 der Montag, an dem in der dann für den Verkehr gesperrten Straße Waren angeboten werden, die meist auf die Ansprüche der Touristen abzielen.

### Feste
Am 2. August jeden Jahres wird in Cala Millor der Namenstag der Schutzpatronin des Ortes (Nostra Senyora dels Àngels) gefeiert. Die Touristenfeste (Festes del Turista) finden in der letzten September-Woche eines Jahres statt. Sie entstanden in der Absicht, die touristische Sommersaison zu verlängern. Dabei werden verschiedene Konzerte, Tanz oder Sportveranstaltungen organisiert. Den Abschluss bildet ein traditionelles Strand-Feuerwerk zum Ende der Festwoche. Einmal im Jahr wird der Parkplatz (Carrer de Fetget, Son Servera) von Schaustellern für einen Vergnügungspark zur Verfügung gestellt.

## Verkehr

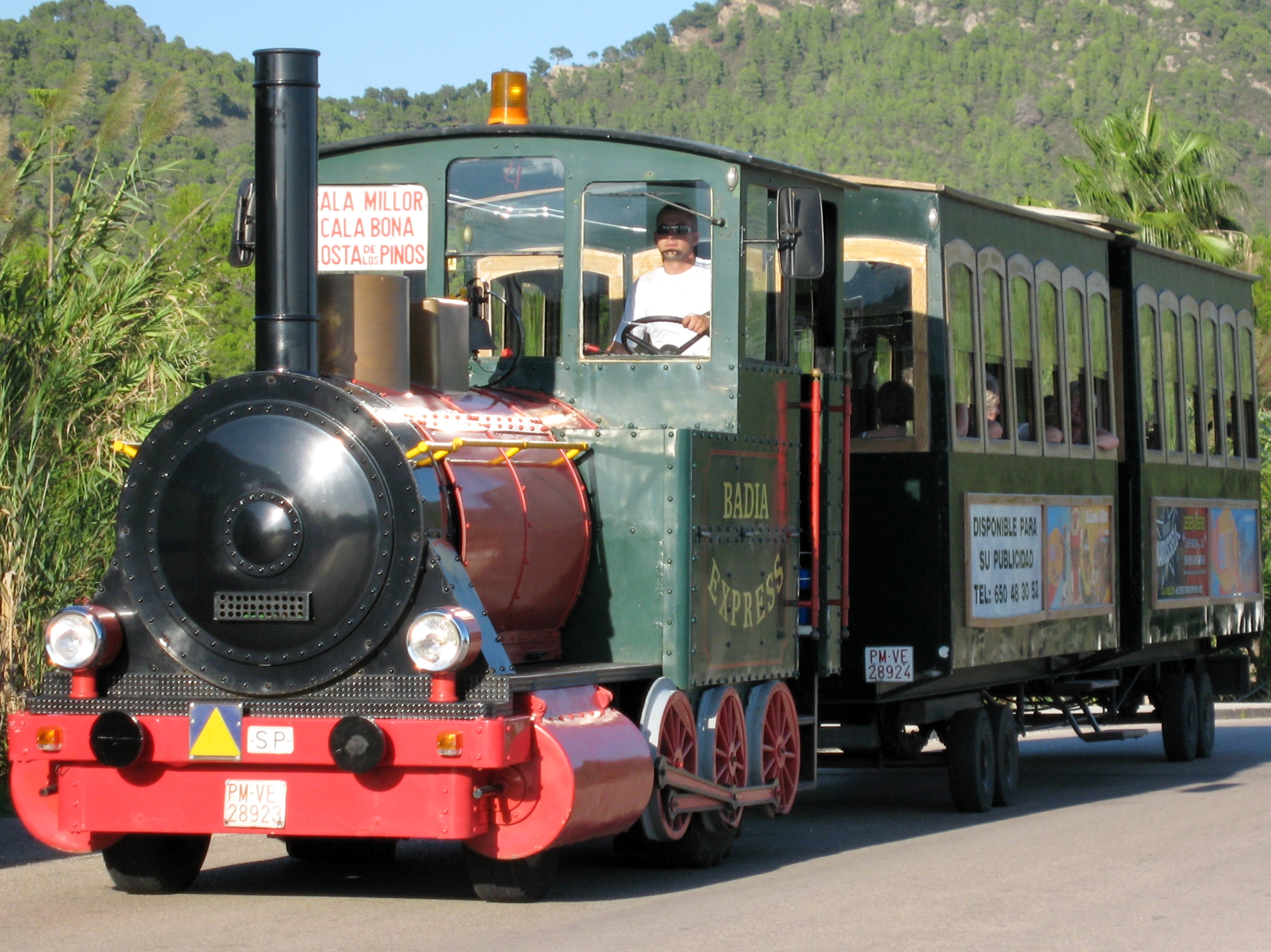
Minitren (Minizug) nördlich von Cala Millor auf Mallorca

In Cala Millor und Umgebung verkehrt eine als "Minitren" (dt.: Minizug) bezeichnete Wegebahn.

## Söhne und Töchter des Ortes
- Bartolomé Salvá Vidal (* 1986), Tennisspieler
- Virginia Torrecilla (* 1994), Fußballspielerin